# 彰南線

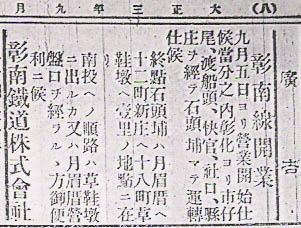
彰南線開業廣告

彰南線，為一條由彰南鐵道株式會社在1910年代經營之輕便鐵路，營運區間為日治臺灣的台中廳與南投廳之間，今已廢止。

## 路線資料
- 經營管轄：彰南鐵道株式會社
- 路線距離：20.4km
- 軌距：762mm
- 曾設立車站數：11
- 雙線區間：全線單線
- 電化區間：無

## 簡介
彰南線由彰化當地之實業家楊吉臣及吳汝祥開辦，唯存在時間極短。1914年9月5日通車營業至石頭埔、12月20日全線通車至南投。途經今彰化縣彰化市、芬園鄉及南投縣草屯鎮、南投市等地。經營單位為彰南鐵道株式會社，路線則借用新高製糖原料線（渡船頭＝快官），及明治製糖原料線（月眉厝＝南投間）。
彰南線為臺灣純營業鐵道的開始，在此之前的營業鐵道皆為糖廠或其他組織的專用線兼辦客運或者貨運。但由於經營不當，1916年7月1日即因赤字嚴重而廢止。

## 後續
彰南線停駛的同一年（1916年）4月11日，帝國製糖株式會社開始經營臺中＝六股營業線，並在1918年6月20日延伸至南投（稱為「中南線」），取代其地位。戰後，中南線為臺灣糖業股份有限公司接收，合併濁水線稱為中濁線。其客運業務存續至1960年八七、八二兩次水災為止。
臺灣之後的純營業線則有1922年竣工的臺北鐵道（萬華＝新店）（後來之臺灣鐵路管理局新店線，已廢止），以及1924年開始營業的臺中輕鐵（豐原＝土牛）（後來之八仙山森林鐵路，已廢止）。

## 運行形態
- 以彰化、南投為端點，一日四往復。
- 全程當趟運行約需2小時。

## 使用車輛
1914年德國Hanomag製7.9噸0-B-0蒸氣機車二台，原廠編號7187和7188
彰南鐵道停業均轉賣給日本栃木縣的下野鐵道，改編號為2(7187)、3(7188)
前者在1936年又轉賣給埼玉縣營鐵道，1955年廢車。後者仍留在下野鐵道直到1930年廢車
另外彰南鐵道另有跟德國Orenstein & Koppel下訂二台4.5噸0-B-0蒸氣機車，但因停業而取消

## 車站一覽
- 彰化 - 市仔尾 - 渡船頭 - 快官 - 社口 - 縣庄 - 石頭埔 - 月眉厝 - 下溪洲 - 營盤口 - 南投